# Die Fussbroichs
Die Fussbroichs [ˈfuːsbʁɔɪ̯çs] ist eine Dokumentarfilmreihe über die Kölner Arbeiterfamilie Fred, Annemie und Frank Fussbroich, die von 1989 bis 2001 für das WDR Fernsehen gedreht wurde. Sie war die erste deutsche Doku-Soap. Die Regisseurin und Drehbuchautorin Ute Diehl wurde 1992 für die Serie mit dem Grimme-Preis ausgezeichnet.

## Vorgeschichte: Ein Kinderzimmer 1979
Die WDR-Regisseurin Ute Diehl suchte für einen geplanten Dokumentarfilm in Kölner Gesamtschulen nach einer typisch deutschen Arbeiterfamilie, um den Überfluss an Spielzeug bei Kindern darzustellen. Sie fand die Fussbroichs, auf die die soziokulturellen Bedingungen für die am 19. August 1979 ausgestrahlte Sendung Ein Kinderzimmer 1979 zutrafen. Das Fernsehen präsentierte hierin das Kinderzimmer des damals elfjährigen Sohnes Frank Fussbroich. Es war Teil der 68 m² großen Genossenschaftswohnung der dreiköpfigen Familie Fussbroich in Köln-Buchheim, die dort seit 1967 wohnte.

## Pilotfilm 1989 und Serie 1990–2001
1989 suchte Ute Diehl die Familie erneut auf, um diesmal deren Familienalltag vor laufender Kamera ungeprobt zu dokumentieren; zunächst in einem 85-minütigen Dokumentarfilm  Die Fussbroichs – Eine Kölner Arbeiterfamilie, der am 13. Februar 1990 ausgestrahlt wurde.  Hier und ab der ersten Serienfolge Kaffeeklatsch/Hoch soll er leben/Alle Jahre wieder  am 22. Dezember 1991 präsentierten die Fussbroichs authentisch ihren Familienalltag. Gezeigt wurde die Entwicklung einer typischen Kölner Arbeiterfamilie in der gleichen Wohnung im genossenschaftlichen Mietshausmilieu des rechtsrheinischen Stadtteils Köln-Buchheim.
Hauptmitwirkende waren Vater Fred, Mutter Annemie, Sohn Frank und dessen im Lauf der Zeit wechselnde Freundinnen. Der Vater war Vorarbeiter beim Kölner Kabelwerk Felten & Guilleaume, in dem sein Sohn zu Beginn der Serie als Betriebsschlosser tätig war. Später wechselte Frank mehrfach den Beruf. Die Mutter war Schreibkraft beim Schulamt der Stadt Köln. Alle Personen waren echt, ebenso Handlung und Dialoge. Die Fussbroichs sprachen rheinischen Regiolekt mit einzelnen Redewendungen auf Kölsch. Es gab keine Drehbücher; die Familie ließ sich bei ihrem Leben situativ filmen.
Mit 100 Folgen zu je 30 Minuten Sendezeit in 17 Staffeln konnte in zehn Jahren Dreharbeit die langfristige Entwicklung der Familie bei Geburtstagen, Pensionierung, Jobverlust, Urlaubsreisen oder Krankheiten verfolgt werden. Die Serie endete im Februar 2002 nach 99 Folgen. Am 2. Weihnachtsfeiertag 2003 wurde noch eine letzte vorher nicht ausgestrahlte 100. Folge gesendet. Seither kam es zu zahlreichen Wiederholungen, insbesondere im Rahmen von sogenannten Fussbroich-Nächten im WDR-Fernsehen, in denen zwischen drei und neun Folgen hintereinander gesendet wurden.

## Die Fussbroichs später

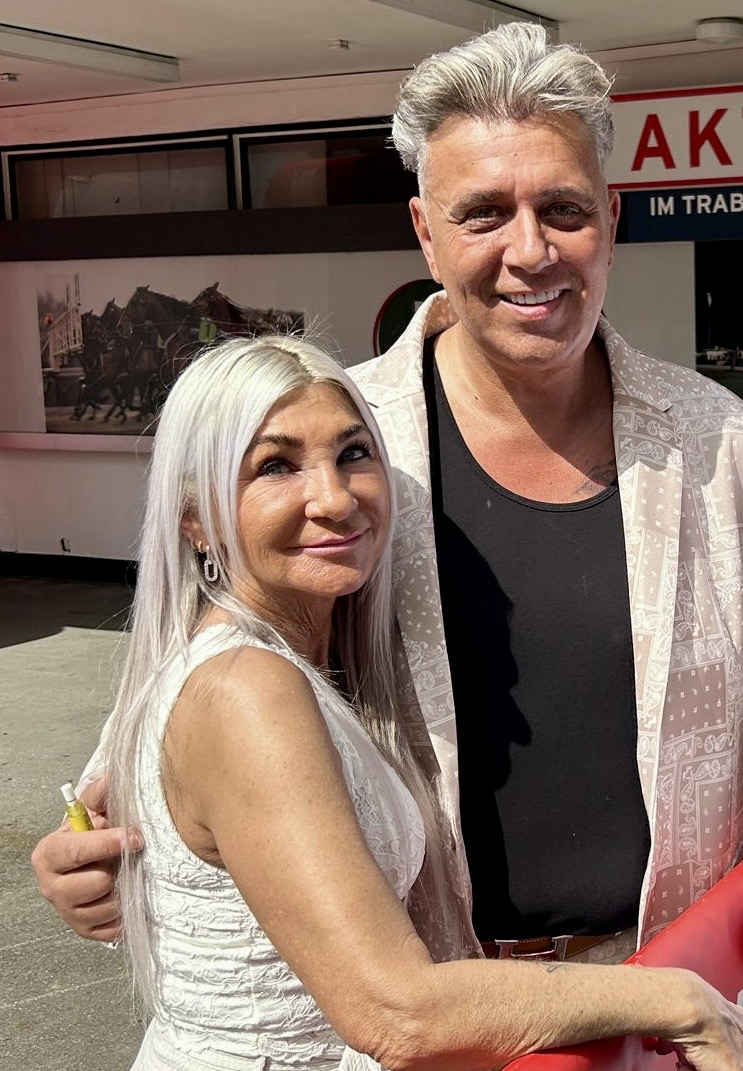
Elke und Frank Fussbroich (2024)

Fred Fussbroich ging 1997 in den Vorruhestand (Folge 66: Die letzte Schicht), und seine Frau Annemie arbeitete bis zur Rente bei der Stadtverwaltung Köln. Frank Fussbroich war verschiedentlich in Formaten des Trash-TV zu sehen. So 2004 als Kandidat der fünften Staffel von Big Brother, im November 2010 als Teilnehmer der Sendung Das perfekte Promidinner und 2018 Teilnehmer in der RTL-Unterhaltungssendung Das Sommerhaus der Stars. Er war einer von zwölf Kandidaten, die sich im Rahmen der RTL-Sendung Ich bin ein Star – Die große Dschungelshow für die Teilnahme an der 15. Staffel der Show Ich bin ein Star – Holt mich hier raus! im Jahr 2022 bewarben, wurde jedoch noch vor dem Halbfinale als erster Kandidat von den Zuschauern herausgewählt. Er wurde bis 2005 wegen mehrerer Straftaten zu Geldstrafen und auf Bewährung verurteilt. 2009 heiratete er seine Freundin Elke, die einen Friseursalon betreibt. Frank Fussbroich arbeitet im Außendienst. Das Ehepaar lebt in Vettweiß im Kreis Düren.
Anfang 2012 wurden fünf für Ströer Out-of-Home Media produzierte Videoclips Die Fussbroichs erklären die Werbung auf YouTube veröffentlicht. Am 22. März 2013 erschien eine 97-minütige DVD mit dem Titel Die Fussbroichs heute über das aktuelle Leben der Familie, die am 21. März 2013 im Cinedom in Köln vorgeführt wurde. Ende 2013, 2014 und 2016 erschienen von den Fussbroichs selbst produzierte DVDs. Laut Fernsehserien.de gibt es dadurch 23 weitere Folgen.
Fred Fussbroich starb am 18. Oktober 2022 im Alter von 82 Jahren.

## Auszeichnungen
Die Regisseurin und Drehbuchautorin Ute Diehl wurde 1992 für die Serie mit dem Grimme-Preis in Bronze ausgezeichnet.

## Medien
- Die Fussbroichs: Ein Kinderzimmer 1979 – Dokumentarfilm D 1979.
- Die Fussbroichs: Eine Kölner Arbeiterfamilie – Dokumentarfilm D 1989 (Pilotfilm zur Serie)
- Die Fussbroichs: Eine Kölner Arbeiterfamilie – Dokumentarserie D 1990–2001
- Die Fussbroichs 2013 – Dokumentarserie D 2013.
- Die Fussbroichs 2014 – Dokumentarserie D 2014.
- Die Fussbroichs 2016 – Dokumentarserie D 2016.

## DVDs
- Die Fussbroichs – Eine Kölner Arbeiterfamilie – Dokumentation 1989.
- Die Fussbroichs – 1. Staffel (Folgen 1–22 auf 5 DVDs)
- Die Fussbroichs – 2. Staffel (Folgen 23–45 auf 5 DVDs)
- Die Fussbroichs – 3. Staffel (Folgen 46–71 auf 5 DVDs)
- Die Fussbroichs – 4. Staffel (Folgen 72–100 auf 5 DVDs)
- Die Fussbroich-Saga in 13 Kapiteln 1979–2004 (Zusammenschnitt, 1 DVD)
- Die Fussbroichs 2013 neue Folgen (Folgen 1–5 + Bonusmaterial auf 2 DVDs) Produziert von EFFA, Regie: Elke Fussbroich, Kamera/Schnitt: André Graffe
- Die Fussbroichs 2014 neue Folgen (Folgen 1–6 + 2 Bonusfolgen + Bonusmaterial auf 2 DVDs) Produziert von EFFA, Regie: Elke Fussbroich, Kamera/Schnitt: André Graffe
- Die Fussbroichs 2016 neue Folgen (Folgen 1–10 + Bonusmaterial auf 2 DVDs) Produziert von EFFA, Regie: Frank Fussbroich, Kamera/Schnitt: Alex Stöve